# Johan Bernhard Gauffin
Johan Bernhard Gauffin, född 17 juli 1848 i Österby bruksförsamling och död 23 mars 1920 i Uppsala, var en svensk folkskollärare, psalmförfattare och redaktör för den kristna söndagsskoletidningen Barnavännen, som utgavs för söndagsskolemän, lärare och föräldrar från 1883. Som psalmförfattare finns han representerad i Svenska Missionsförbundets sångbok 1920 (SMF 1920). Även texten till den gamla schlagern Vildandens sång uppges vara hans verk. Han skrev ofta under pseudonymen -rd de bägge sista bokstäverna i hans tilltalsnamn.

## Psalmer
- En morgonstjärna, ljus och mild bearbetning av Philipp Nicolais text, (SMF 1920 nr 83) under rubriken "Jesu födelse". Nicolais melodi till Var hälsad sköna morgonstund. Finns på Wikisource.
- Höj dig, min själ (SMF 1920 nr 98) under rubriken "Jesu födelse". Tonsatt av Axel Södersten.
- I Österland där strålar klart Svensk söndagsskolsångbok 1908 nr 33 under rubriken "Julsånger". Finns på Wikisource.
- Kristus på korset segrat i döden Svensk söndagsskolsångbok 1908 nr 55 under rubriken "Påsksånger". Tonsatt av Hugo Sanner. Finns på Wikisource.
- Ljuvligt uti livets vår Svensk söndagsskolsångbok 1908 nr 115 under rubriken "Inbjudningssånger". Tonsatt av Joël Blomqvist. Finns på Wikisource.
- När Herren Sions fångar skall förlossa (SMF 1920 nr 764) under rubriken "De yttersta tingen". Tonsättare okänd men melodin av italienskt ursprung.
- Upp till Gud ifrån jordens vimmel Svensk söndagsskolsångbok 1908 nr 137. Finns på Wikisource.